# Чорба, Николай Иванович
Николай Иванович Чорба (1717—1781) — русский военачальник, генерал-майор.
Происходил из сербского дворянства. 15 лет прослужил в войсках Австрийской империи, и вместе со своими братьями Николаем и Фёдором был одним из инициаторов переселения сербских воинов в Российскую империю.

## Биография
В 1747 году правительство императрицы Марии Терезии в благодарность за помощь, оказанную венграми в войне за австрийское наследство, решило отдать им земли ландмилиций Подунайской, Потисской и Поморишской, а сербов, живших на этих местах, переселить далее к границам Турции. Сербы не захотели подчиниться этому решению; между ними возникли волнения, и наконец, полковник Иван Хорват, подполковники Дмитрий Хорват и Иван Шевич и капитаны братья Николай и Фёдор Чорбы пришли к мысли переселиться в Россию.
В начале 1751 года они представили прошение послу в Вене графу М. П. Бестужеву-Рюмину. И. Хорват обещал, что он наберёт полк гусаров в 1000 человек из сербов и других славянских народов и полк пандуров в 2000 человек из греков; он просил только земель для поселения и возмещения расходов.
В 1751 году в чине капитана Н. И. Чорба прибыл в Петербург и был принят на русскую службу майором с назначением в Новосербию в поселённые гусарские полки. В чине подполковника Чорба был направлен в 1757 году в формируемый тогда Слободской гусарский полк, где и прослужил до его упразднения. 26 июня 1783 года полк был переформирован в 6-эскадронный состав и назван Харьковским гусарским полком Украинной конницы.
Участник Русско-турецкой войны 1768—1774 годов. Харьковский полк под руководством Чорбы особенно отличился в боях 1773 года на правом берегу Дуная. 21 апреля 1773 года Н. И. Чорба был произведён в чин генерал-майора. А за руководство атакой Харьковского гусарского полка 17 октября 1773 года во время Второго сражения при Карасу на укрепленный турецкий лагерь, в ходе которой турки бежали, а харьковские гусары захватили 11 пушек — генерал-майора Чорбу представили к награждению орденом Святого Георгия 3-й степени. Николай Иванович стал первым в полку Георгиевским кавалером.

## Награды
- Награждён орденом Св. Георгия 3-й степени (№ 39, 6 июля 1774) — «17-го октября 773 года за Дунаем с лёгкими войсками разбил и прогнал неприятеля от речки Карасу, преследуя его пехотою и, атаковав оную, отбил 11 пушек»[3].
- Также был награждён другими орденами Российской империи.